# Hostouň (districtul Domažlice)
Hostouň (în germană Hostau) este un oraș și o comună din districtul Domažlice din regiunea Plzeň din Republica Cehă. Are aproximativ 1.200 de locuitori.

## Părți administrative
Satele Babice, Holubeč, Horoušany, Mělnice, Mírkovice, Přes, Skařez, Slatina, Štítary, Svržno și Sychrov sunt părți administrative ale comunei Hostouň.

## Geografie
Hostouň este situat la aproximativ la 17 kilometri (11 mi) nord-vest de Domažlice și la 46 kilometri (29 mi) sud-vest de Plzeň. Se află la poalele Český les (pădurii Palatinatul Superior), pe cursul superior al râului Radbuza. Cel mai înalt punct este dealul Sedlo cu 615 metri deasupra nivelului mării.

## Istorie
Prima mențiune scrisă despre Hostouň este din 1238, ca proprietate a lui Gumpert din Hostouň. Urmașii săi au condus zona până în secolul al XV-lea împreună cu orașul Schönsee din Palatinatul Superior.
În timpul Războaielor Hușite, Ctibor din Wolfstein, un susținător al imperatorului Sigismund, a condus Hostouň. Când domnia familiilor nobiliare asupra Wolfstein și Rabenstein a luat sfârșit, moșia Hostouň a fost preluată de lorzii de Guttenstein. În 1587, împăratul Rudolf al II-lea i-a acordat lui Hostouň rangul de oraș și o stemă. În plus, în 1587, orașul a primit o concesiune pentru a organiza alte două târguri și o piață de cai în plus față de piața anuală.
La sfârșitul secolului al XVI-lea predomina populația cehă, dar au început să sosească etnici germani. Ca o consecință a bătăliei de la Muntele Alb, proprietatea familiei Guttenstein a fost confiscată. Moșia a fost vândută lui Zdeněk de Mitrovice (1622), după o scurtă perioadă a fost vândută familiei de Czernin și în 1656 conților de Trauttmansdorff-Weinsberg, care și-au unit moșiile Horšovský Týn și Hostouň.
În 1914, o operațiune militară imperială de creștere a cailor din Galiția și Bucovina a fost mutată la Hostouň. În timpul celui de-al Doilea Război Mondial, o parte din faimoșii cai lipițani ai Școlii spaniole de călărie de la Viena a fost adusă în Hostouň. În 1952, herghelia a fost desființată.
Din 1938 până în 1945, Hostouň a fost anexată de Germania nazistă și administrată ca parte a Reichsgau Sudetenland. În 1946, germanii formau grupul etnic major din Hostouň. După cel de-al Doilea Război Mondial, populația germană a fost expulzată și multe clădiri au fost demolate. În plus, Hostouň a pierdut rangul de oraș, dar a fost restaurat în 2006.

## Demografie
Populația istorică din Hostouň a fost:

## Transporturi
Hostouň se află pe linia de cale ferată de importanță locală de la Domažlice la Bělá nad Radbuzou.

## Obiective turistice

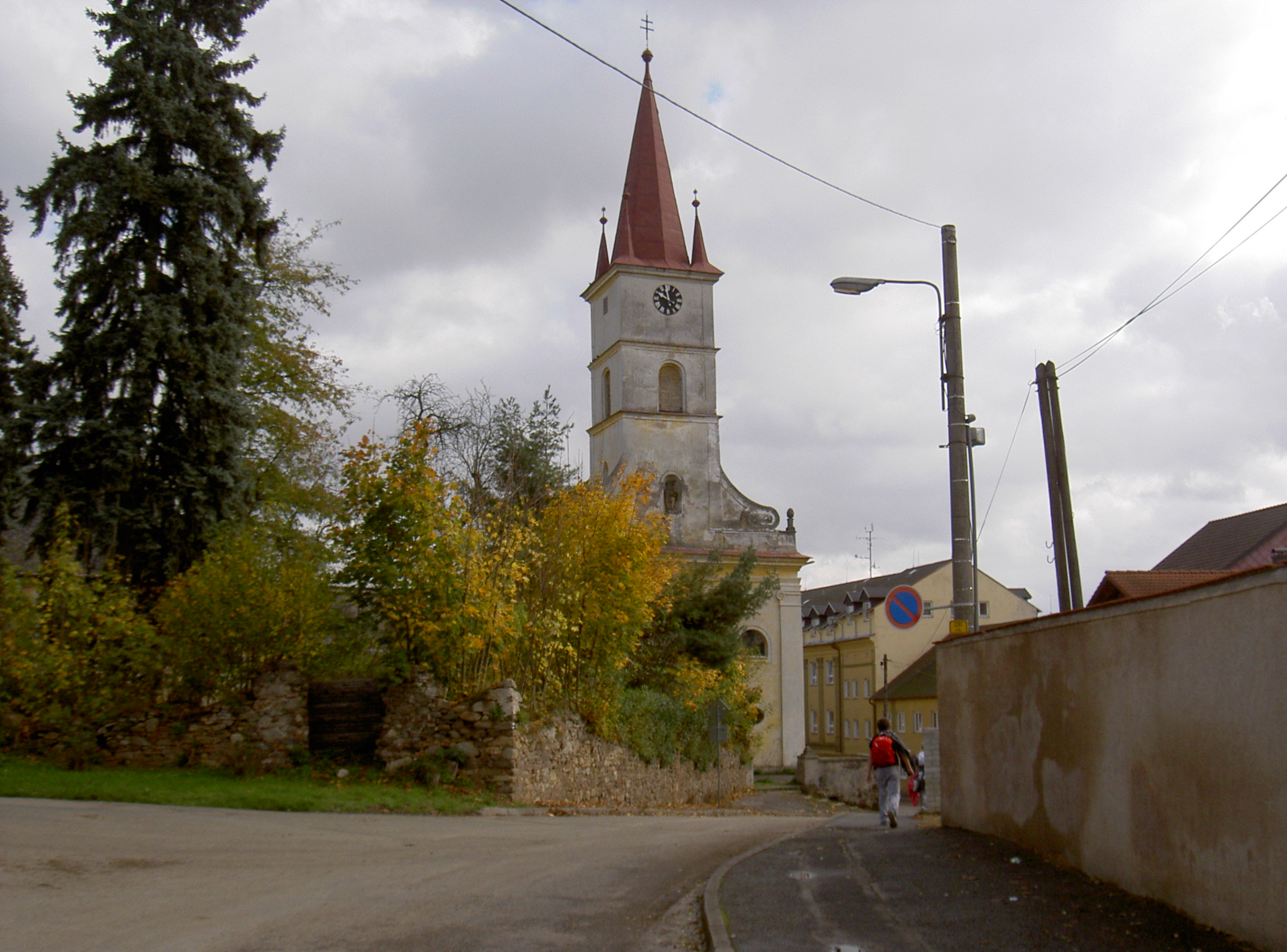
Biserica „Sfântul Iacob cel Mare”

Un obiectiv turistic din Hostouň este biserica parohială „Sfântul Iacob cel Mare”. A fost menționată pentru prima dată în documente scrise în 1360. Biserica a fost reconstruită în stil baroc în 1731 și reconstruită după Marele incendiu din 1877. Include o copie a unei Madone sculptate în lemn, care a fost adorată drept „Altarul de la Hostouň al Maicii Domnului îndurerată”. Rectoratul baroc datează din secolul al XVIII-lea.
Capela „Adormirea Maicii Domnului” a fost construită în 1663 ca o capelă a cimitirului printr-o donație de la Susanna Kleinschmidt.
Castelul Hostouň a fost inițial o fortăreață, menționat pentru prima dată în 1508. În prima jumătate a secolului al XVII-lea, era deja descris ca o reședință aristocratică. Castelul inițial cu patru aripi a fost redus la cele două aripi de astăzi din cauza modificărilor de construcție. Modificările clădirii din secolul al XX-lea i-au șters caracterul istoric. Din 2002, castelul a fost folosit ca închisoare pentru minori.

## Orașe înfrățite
Hostouň este înfrățit cu:
- Waldthurn, Germania